# Cinetodus froggatti
Cinetodus froggatti är en fiskart som först beskrevs av Ramsay och Ogilby, 1886.  Cinetodus froggatti ingår i släktet Cinetodus och familjen Ariidae. IUCN kategoriserar arten globalt som otillräckligt studerad. Inga underarter finns listade i Catalogue of Life.